# Gergely Győző
Gergely Győző, születési és 1903-ig használt nevén Ungár Győző (Helpa, 1877. február 20. – Budapest, 1945. január 4.) magyar író, újságíró, műfordító, színikritikus, a Népszava főmunkatársa.
...a Népszava hófehér hajú, rózsás arcú éjjeli szerkesztője.

## Életpályája
Ungár Jónás és Grünman Rési gyermeke. A Budapesti Hírlap, később a Magyar Hírlap 1918-tól pedig a Népszava munkatársa volt. 1904. november 22-én Budapesten, a Ferencvárosban házasságot kötött Kaufmann Diánával, Kaufmann Jakab és Hercz Zina gyermekével. A Magyarországi Tanácsköztársaság bukása után megjelentetett - részben a Horthy-rendszert kritizáló - írásai az emigráció sajtójában láttak napvilágot. Emiatt letartóztatták, s börtönbe került. A Független Szemle című szocialista szellemiségű folyóirat szerkesztője volt, annak betiltásáig. A második világháborúban részt vett az ellenállási mozgalomban, s a Népszava külpolitikai rovatát szerkesztette. Haláláról Faludy György ír a Pokolbéli víg napjaim című művében: "két nyilassá lett szociáldemokrata ismerte fel, és lőtte [...] a Dunába."

## Emlékezete

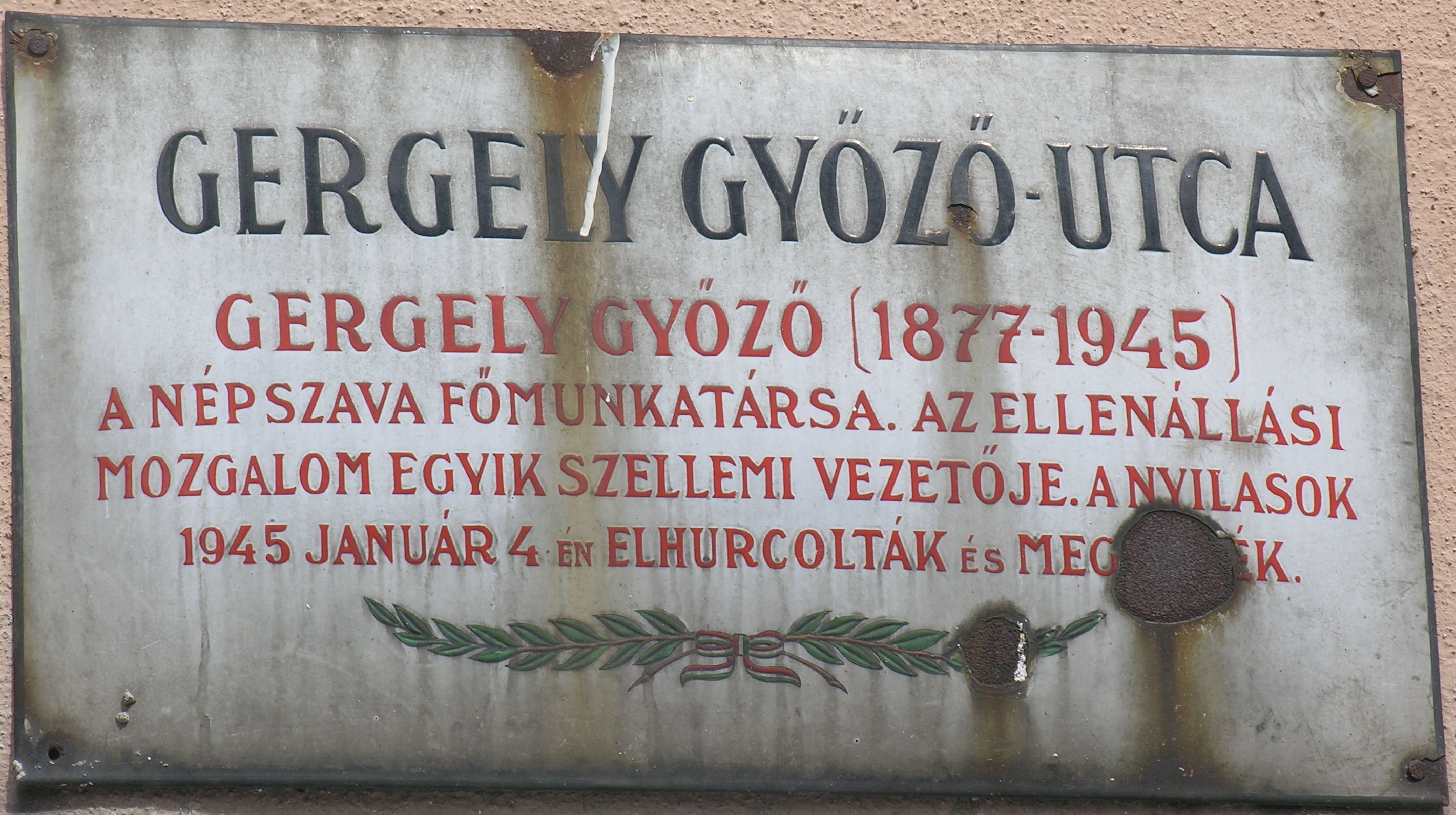
Emléktáblája, Budapest, XIII., Gergely Győző utca 5.

Budapesten a XIII. kerületben utca viseli nevét. Itt található emléktáblája is.

## Művei
- Éjszaka (novelláskötet, Bp., 1902)
- Egy nagy ember élete (Emile Vandervelde küzdelme a szocializmusért és az emberiségért, Budapest, 1939)

### Kritikái
- A három sárkány: Bemutató a Vígszínházban (Hunyady Sándor darabjáról, 1935)
- A nagy hotel: Vicki Braun színművének bemutatója szombat este a Vígszínházban (1931)
- Aranyifjú: Bemutató a Vígszínházban (Hunyady Sándor darabjáról, 1933)
- Aranyszárnyak: Herczeg Ferenc színművének bemutatója a Vígszínházban (1944)
- Az atyai kéz: Remenyik Zsigmond színdarabjának bemutatója a Vígszínházban (1943)
- Bodnár Lujza: Szomory Dezső színművének bemutatója szombat este a Vígszínházban (1936)
- Bors István: Hunyady Sándor színjátékának bemutatója a Vígszínházban (1938)
- Budai Nagy Antal: Kós Károly színjátékának bemutatója a Vígszínházban (1937)
- Egy fillér: Heltai Jenő színdarabjának bemutatója a Vígszínházban (1940)
- Csoda a hegyek közt: Molnár Ferenc legendájának bemutató előadása a Vígszínház jubileumi ünnepe keretében (1936)
- Christian: Ivan Noé vígjátékának bemutatója a Vígszínházban (1942)
- Takáts Alice: Szomory Dezső háromfelvonásos színművének bemutatója péntek este a Vígszínházban (1930)
- A tábornok: Zilahy Lajos darabjának felújítása a Vígszínházban (1942)
- A vadkan (Móricz Zsigmond drámájáról, 1924)
- Evelyne: Lengyel Menyhért színművének bemutatója szombat este a Vígszínházban (1931)
- Ez a kislány nem eladó: Armont és Gerbidou vígjátéka (1933)
- Uz Bence (Nyirő József regényének filmváltozatáról, 1938)
- Tündöklő Jeromos: Tamási Áron színdarabjának bemutatója a Nemzeti Színházban (1939)
- A tésasszony: Zilahy Lajos vígjátékának bemutatója szombat este a Vígszínházban (1930)
- A tizedik kérő (Hunyady Sándor és Harsányi Zsolt vígjátékáról, 1941)
- Feketeszárú cseresznye: Hunyady Sándor színjátékának bemutatója csütörtök este a Vígszínházban (1930)
- Grófkisasszony: Harsányi Zsolt vígjátékának bemutatója a Vígszínházban (1939)
- Háromlevelű lóhere: Szép Ernő vígjátékának bemutatója a Vígszínházban (1937)
- Hat szerep keres egy szerzőt: Pirandello színjátékának felújítása a Vígszínházban (1943)
- Szilveszteri kabaré a Vígszínházban (Hunyady Sándor: Bakaruhában és Tersánszky Józsi Jenő: Képeskönyv című művekről, 1932)
- Süt a nap (Zilahy Lajos darabjának filmváltozata, 1939)
- II. József császár (Szomory Dezső darabjáról, 1933)
- Lovagias ügy: A Vígszínház bemutatója a Pesti Színházban (Hunyady Sándor művéről, 1935)
- Havasi napsütés: Hunyady Sándor színjátékának bemutatója a Vígszínházban (1939)
- Az ismeretlen lány: Molnár Ferenc drámájának bemutatója szombat este a Vígszínházban (1934)
- A jó tündér: Molnár Ferenc vígjátékának bemutatója szombat este a Vígszínházban  (1930)
- Jó üzlet: Bemutató a Vígszínházban (Heltai Jenő darabjáról, 1935)
- A Júliusi éjszaka új előadása (Hunyady Sándor darabjáról, 1935)
- Kártyázó asszonyok: Hunyady Sándor színművének bemutatója szerdán este a Vígszínházban (1939)
- A két fogoly (Zilahy Lajos regényének filmváltozatának kritikája, 1938)
- Két könyv: A hitlerizmusról és a hozzá hasonlókról (az egyik Ignotus Pál: A horogkeresztes hadjárat című munkája, 1933)
- A költő és magánélete (Schöpflin Aladár Ady Endre monográfiájáról, 1935)
- Könyv a párizsi kommünről (Németh Andor művéről, 1932)
- A megszólalt néma hegedű (Bálint György, Kassák Lajos, Szép Ernő, Zsolt Béla, Fodor József műveit tartalmazó antológiáról, 1940)
- Az üvegcipő (Molnár Ferenc művének bemutatásáról a Vígszínházban, 1925)
- Négy apának egy leánya: Móra és Hunyady vígjátékának bemutatója a Vígszínházban (1942)
- Nyári zápor: Hunyady Sándor vígjátékának bemutatója a Vígszínházban (1941)

### Műfordításai
- Pjotr Alekszejevics Kropotkin: Egy orosz forradalmár emlékiratai (Révai, Budapest, 1912)
- Ilja Iljics Mecsnyikov: Optimista világnézet (alcím: betegség, öregség, halál, Pogány József bevezetőjével, Budapest, Révai, 1919)
- Émile Zola: Szerelem (Conrád Gyulával, bev. Ambrus Zoltán, Gutenberg Kiadó, Budapest, 1929)
- Wilhelm von Kaulbach: Az árnyék (detektívregény, Budapest, Világirodalom; 193?)
- Alexandre Dumas: Charny grófné (Lándor Tivadarral és Gellért Hugóval, Budapest:, Guttenberg Kiadó, 192?)
- Ralf Urban: Két halott titka (regény, Budapest, Légrády, 1938)
- Claude Tillier: Benjámin bácsi (Budapest, Népszava Kiadó, 193?)
- Émile Zola: Családi tűzhely (Balogh Vilmával, sajtó alá rendezte és a bevezetőt írta Ambrus Zoltán, Budapest, Gutenberg, 1926 körül)
- Émile Zola: Claude vallomása (Budapest, Anonymus, 1920 körül)
- Émile Zola: Igazság (Budapest, Gutenberg, 1931)
- Émile Zola: A mestermű (Németh Andorral, bev. Ambrus Zoltán, Budapest, Gutenberg, 1931)
- Émile Zola: Nana (Budapest, Népszava, 1923)
- Octave Mirbeau: Kínok kertje (regény, Schöner Dezsővel, Budapest, Népszava, 1921)